# Rhabdomastix (Rhabdomastix) trichiata brunneipennis
Rhabdomastix (Rhabdomastix) trichiata brunneipennis is een ondersoort van de tweevleugelige Rhabdomastix (Rhabdomastix) trichiata uit de familie steltmuggen (Limoniidae). De ondersoort komt voor in het Australaziatisch gebied.